# بوب هاربر (مدرب شخصي)
بوب هاربر (بالإنجليزية: Bob Harper)‏ هو مدرب شخصي أمريكي، ولد في 18 أغسطس 1965 في تينيسي في الولايات المتحدة.

## وصلات خارجية
- بوب هاربر على موقع IMDb (الإنجليزية)
- بوب هاربر على موقع إن إن دي بي (الإنجليزية)
- بوب هاربر على موقع قاعدة بيانات الفيلم (الإنجليزية)